# Faro de Cabo Prior
El faro de Cabo Prior se encuentra a 14 km de Ferrol, parroquia de Cobas (La Coruña, Galicia, España). Para llegar hasta el faro se abandona Ferrol y se va ascendiendo siempre la pendiente hasta remontar la cumbre que llaman la Bailadora, donde se inicia el descenso hasta Cobas y la subida hasta el faro. Desde allí en las noches de invierno, cuando es más fuerte el vendaval, se descubre en alguna aclarada momentánea el destello de Sisargas.

## Historia
Comenzó a funcionar el 1 de marzo de 1853, a la distancia de 15 millas marinas, se comienza a ver una luz fija blanca en lo más alto del cabo, la cual era producida por un aparato de 3º orden pequeña, modelo de la casa Sautter y una lámpara mecánica servida por dos torreros.